# 李朋彦
李 朋彦（이 붕언、1959年4月1日 - ）は、在日韓国人の写真家（在日三世）。

## 経歴
大阪市出身。19歳のときに大韓民国籍となる。
1979年に日本写真専門学校を卒業。卒業後の1980年から3年にわたり韓国国内で撮影をおこない、1983年に最初の個展を開いた際に、本名を宣言した。1985年からはフリーランスとなっている。
2005年には、3年半にわたって在日一世90人を尋ね、その人生を振り返った写真集『在日一世』を刊行。2010年に自らのルーツを探った旅行記『たぶん僕はいま、母国の土を踏んでいる。』を刊行した。

## 著書・写真集
- 『在日一世』リトル・モア、2005年
- 『たぶん僕はいま、母国の土を踏んでいる。』リトル・モア、2010年